# Janheliwka
Janheliwka (ukrainisch Янгелівка; russisch Ангеловка Angelowka, polnisch Angełówka) ist ein Dorf in der westukrainischen Oblast Lwiw mit etwa 25 Einwohnern.

## Geschichte

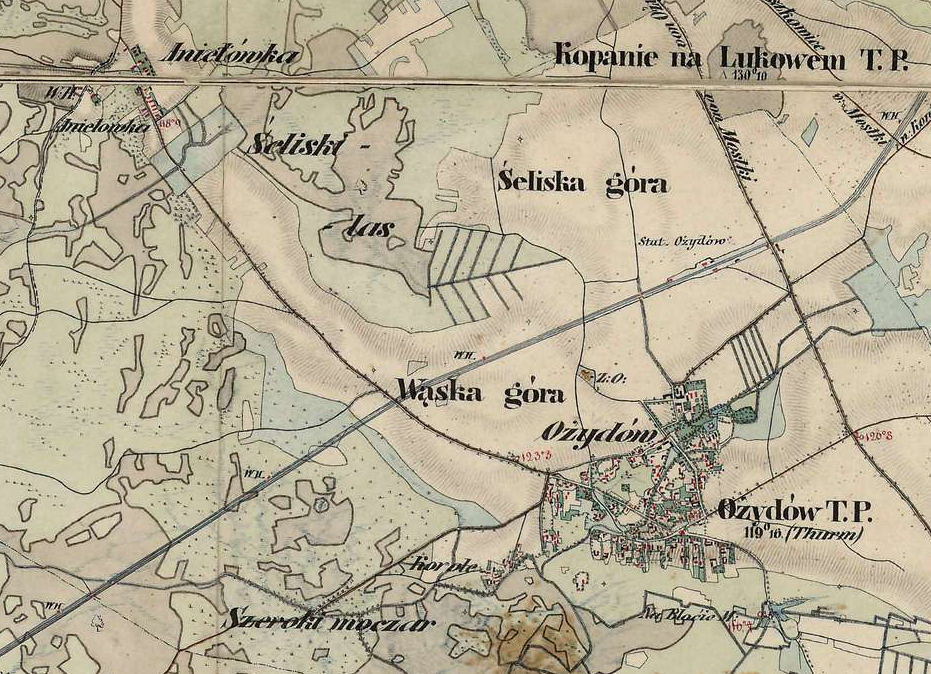
Aniełówka, nordwestlich von Ożydów, auf der Franziszeischen Landesaufnahme um die Mitte des 19. Jahrhunderts

Der Ort in Ostgalizien wurde im 19. Jahrhundert von Aniela und Karol Hubicki in einem Wald auf dem nordwestlichen Grund des Dorfs Oschydiw durch römisch-katholische Siedler aus Böhmen gegründet. Sie gehörten danach der Pfarrei in Olesko.
Im Jahr 1900 hatte der Ortsteil Angelówka der Gemeinde Ożydów 32 Häuser mit 204 Einwohnern, davon waren 128 deutschsprachig, 24 polnischsprachig, 4 ruthenischsprachig, 48 anderer Sprache, 185 waren römisch-katholisch, 4 griechisch-katholisch, 15 Juden.
Nach dem Ende des Polnisch-Ukrainischen Kriegs 1919 kam die Gemeinde zu Polen. Im Jahr 1921 hatte der Weiler Angelówka 35 Häuser mit 207 Einwohnern, davon waren 143 Deutsche, 23 Polen, 23 Ruthenen, 16 Juden (Nationalität und Religion), 2 anderer Nationalität, 163 römisch-katholisch, 28 griechisch-katholisch.
Im Zweiten Weltkrieg gehörte der Ort zuerst zur Sowjetunion und ab 1941 zum Generalgouvernement, ab 1945 wieder zur Sowjetunion, heute zur Ukraine.
Am 12. Juni 2020 wurde das Dorf ein Teil neu gegründeten Stadtgemeinde Busk, bis dahin war es ein Teil der Landratsgemeinde Oschydiw im Rajon Solotschiw.